# 太平記
『太平記』（たいへいき）は、日本の古典文学作品の1つである。いわゆる歴史文学に分類される。「日本の歴史文学の中では最長の作品」とする説もあるが、『源平盛衰記』より短いテキストもある。ジャンルは軍記物語。成立は室町時代。

## 概要
全40巻で、南北朝時代を舞台に、後醍醐天皇の即位から、鎌倉幕府の滅亡、建武の新政とその崩壊後の南北朝分裂、観応の擾乱、2代将軍足利義詮の死去と細川頼之の管領就任まで（1318年 （文保2年） - 1368年（貞治6年）頃までの約50年間）を書く軍記物語。今川家本、古活字本、西源院本などの諸種がある。
表題の「太平」は、平和を祈願する意味で付けられていると考えられており、怨霊鎮魂的な意義も指摘されている。
第二次世界大戦後、「太平記」を称する小説やテレビドラマが多く作られたため、混同を避けるために『古典太平記』と呼ばれることもある。

## 成立と作者
作者と成立時期は不詳であるが、今川貞世の『難太平記』に法勝寺の恵鎮上人（円観）が足利直義に三十余巻を見せたとの記事があり、14世紀中ごろまでには後醍醐天皇の崩御が描かれる巻21あたりまでの部分が円観、玄慧など室町幕府との密接な関わりを持つ知識人を中心に編纂されたと考えられている。室町幕府3代将軍足利義満や管領細川頼之が修訂に関係していた可能性も指摘されている。
いずれにせよ、「一人の手で短期間に出来上がったものではないだろう」と考えられている。この点については、あくまで根拠の乏しい伝説の域を出ないが、『難太平記』のほか『太平記評判秘伝理尽鈔』でも、実に10人を超える作者を列挙している。
また、玄恵作者説については、古態本の1つである神宮徴古館本の弘治元年（1555年）次の奥書に「独清再治之鴻書」とある。
小島法師などの手により増補改訂されてゆき、1370年ころまでには現在の40巻からなる太平記が成立したと考えられている。同時代の史料で『太平記』の名が確認できる最古のものは、『洞院公定日記』の応安7年（1374年）5月3日条である。
『難太平記』を別にすれば、同時代、またはそれに近い時代の史料で作者に擬されているのはこの「小嶋法師」だけであるが、この人物が何ものであるかは「児島高徳」説（明治期から）ほか、備前児島に関係のある山伏説（和歌森太郎、角川源義）、近江外嶋の関係者（後藤丹治）など諸説あり、未だに決着を見ていない。
『洞院公定日記』に見える『太平記』の本文は全く不明であるが、永和本の本文が現存『太平記』本文にほぼ一致することを考えると、『太平記』作中最新（最終）記事の事件から10年ほどで現存本文が成立したとも考えられる。
一貫して南朝よりであるのは、南朝側の人物が書いたとも南朝方への鎮魂の意味があったとも推測されている。また、「ばさら」と呼ばれる当時の社会風潮や下剋上に対しても批判的に書かれている。

## 構成と内容

### 構成
全40巻。現存流布本で全40巻だが、16世紀の時点で巻22は既に欠落しており、前後の巻より素材を抜き出して補完しているものと考えられている。内容は3部構成で、後醍醐天皇の即位から鎌倉幕府の滅亡を描いた第1部、建武の新政の失敗と南北朝分裂から後醍醐天皇の崩御までが描かれる第2部、南朝方の怨霊の跋扈による足利幕府内部の混乱を描いた第3部からなる。現在伝わっている伝本の中で巻22を立てているものでも内容そのものは巻23から24の記事を使用しているので結論的に巻22は欠巻ということになる。巻22が欠巻である理由や背景には様々な憶測が飛び交っている。その原因としては、天皇や武家方に対して不都合なことが書かれていたので削除したと考えられているが現在のところはっきりしていない。
巻数については全40巻とするのが一般的だが、古態本は巻22を欠く実質39巻本、後出本は巻22を編集によって埋めた実質40巻本のほかに、終末部を2巻または3巻に分割して41巻、または42巻本にした写本も存在する。
そうした本文の分割とは別に、『平家物語』にみられるように、宝剣伝承をまとめ、「剣巻」として1巻に仕立てたものを付属する写本もある。ただし、この場合「剣巻」は巻数には含まれない。

### 内容
全体の構想は儒教的な大義名分論と君臣論を通し、仏教的因果応報論が基調として、宋学の影響を受けたとされる。この考え方にもとづき、後醍醐天皇は作中で徳を欠いた天皇として描かれる。
中盤の後醍醐天皇の崩御が平清盛の死に相当するなど、随所に『平家物語』からの影響が見られ、また時折本筋を脱線した古典からの引用も多く、脚色も多い。
有名な「呉越合戦」「漢楚合戦」などは巻一つの何分の一かを占める長文のものである。もっともこの二つは『太平記』漢籍由来故事でも他を圧して長大であるのだが。ただし、すでに江戸時代以前の古注釈の頃から指摘されているように、『太平記』の引く故事は時に単純な勘違い以上に漢籍（あるいは『日本書紀』など日本の史書）と相違するものがあり、しばしば不正確とされる。ただし、漢籍については増田欣の研究などによって、いわゆる「変文」と言われる通俗読み物などが素材としてかなりの量、用いられているのも理由の1つとされている。また、巻25「伊勢宝剣説話」にはかなり奇妙な（奇怪な）神代説話が載せられているが、これも『日本書紀』本文によったものではなく、中世日本紀を素材としたのであろうと考えられている。
なお、この脱線の多さの理由については大隅和雄の説の様に『太平記』は軍記物語の体裁を取ってはいるものの実際には往来物として作られた物であり、中世の武士達が百科事典として使うことを主目的に作られたからではないかという見解も存在する。

### 諸本
『太平記』の本文系統については、戦前に後藤丹治の研究があり、戦後も高橋貞一、鈴木登美恵のほか、昭和後期から平成にかけては長坂成行、小秋元段らが網羅的かつ精力的に研究を続けており、以下それらの成果によって記す。
「構成」にあるように、すべての現存『太平記』本文は巻22に当たるべき記事を欠いており、記事配列の操作をせず巻22をそのまま欠巻とするものを古態本とし、配列を操作して巻22を設けたものを比較的後出本とする。この点については古く『参考太平記』凡例ですでに指摘されている。
戦後紹介されたもので、巻32相当のみの端本（零本）でありかつ『太平記』の名も冠せられていないが、『太平記』の最終記事年代に近い永和年間（1375-1379 おそらく永和2 - 3年）写かとされる古写本があり、この本文は現存の諸本とほぼ一致する。永和本と称されるものである。
このほか一、二の断簡中の逸文を除くと、まとまった古写本としては次の四系統のものが現存本中、古態本とされる。
- 神田本
- 西源院本
- 南都本
- 神宮徴古館本

これら四系統の相互の関係はいまだに定説がない。ただし、流布本本文との比較では南都本系統が一番近く、逆に西源院本が一番遠い（独自記事が多い）ことは判明している。
現在では一応神宮徴古館系の本文を古態とするが、これも確定的なものではない。また、古態とされる神田本にもある個所に大量の切り継ぎ（後出と思われる別系統本文の補入）があるほか、すべての古写本が混態本であり、極端にいえば巻ごとに系統が異なるともいえる。ただし、『太平記』の本文異動は特定の巻に集中する傾向がある。
以下、流布本より古いが巻22を編集によって埋めている諸本のうち、代表的なものとしては以下のものが挙げられる。
- 今川家本

現在近衛家陽明文庫所蔵のため陽明文庫本とも呼ばれる。永正2年（1505年）の現存写本の中では最も古い奥書を持つ。またこの奥書はかなり長大で、それによるとこの写本の伝来には甲斐武田氏との関わりもあるという。『参考太平記』校合対象本である。
- 天正本
- 毛利家本

両本とも彰考館蔵。流布本に対し外部資料などで増補したと思われる異文を多く持つ。同じく『参考太平記』校合対象本である。
- 梵舜本

古写本の中では流布本に最も近似する本文を持つとされる。
なお『参考太平記』の校合対象本とされ、現在所在不明のものとして以下のものがある。
- 今出川本

「菊亭本」とも呼ばれる。
- 島津家本

「薩州本」とも呼ばれる。平成に入って本文が発見された。
- 北条家本

系統などの詳細は不明。
- 金勝院本

### 楠木正成の名前
太平記で華々しい活躍を描かれている楠木正成は、その名前を「楠木」表記とされたのは明治時代に入ってから、太政官の修史館における決定によって成されたもので、太平記の諸本は、その名前を一貫して「楠正成」と表記している。ただし、『楠木合戦注文』を始めとする一次資料の多くは「楠」ではなく「楠木」としているため、歴史的事実としては楠木で正しいと考えられる。

### 三国志の利用
『太平記』には、正史『三国志』や白話小説『三国志演義』の要素を踏まえた記述が散見される。たとえば合戦描写などにおいて、楠木正成と諸葛亮の比較が多いが、これは正成の賢将ぶりを話題の中心に据えるために「偉大なる智将としての諸葛亮」を取り上げることで、主従の繋がりを意識しているという。智将としての諸葛亮については、『太平記』巻20の「義貞夢事付孔明事」に「水魚の交わり」や「死せる孔明生ける仲達を走らす」などの説話を踏まえた記述にも見られる。この『太平記』の記述は、三国志やその他の文献にも見られる諸葛亮の事績やエピソードを日本の読者に広める役割を果たしていたと考えられる。
ただし、『太平記』は日本における先行軍記の性質を継承する側面が強いため、曹操や劉備が存命中に五丈原の戦いが起こっているほか、「孔明の出廬」といった場面も潤色されているなど、物語に異質性が際立っている。

## 各巻の概要
慶長8年古活字本による。
| 巻 | 西暦 | 内容                                                                                                  |
| -- | ---- | --- |
| 1  | 1318 | 後醍醐天皇即位。                                                                                      |
| 1  | 1324 | 年討幕計画発覚（正中の変）。                                                                          |
| 2  | 1331 | 再び討幕計画発覚。以後が元弘の乱。 後醍醐天皇は笠置山城へ脱出。                                       |
| 3  | 1331 | 楠正成、赤坂城で挙兵。 笠置山は落城。後醍醐帝逮捕。赤坂城も落城。                                     |
| 4  | 1332 | 後醍醐帝、隠岐へ流罪。                                                                                |
| 5  | 1332 | 幕府の執権北条高時は「田楽以外になにもしない」と評される。                                            |
| 6  | 1332 | 楠正成、赤坂城を再攻略。                                                                              |
| 7  | 1332 | 楠正成、改めて千早城で挙兵。後醍醐帝、隠岐を脱出。                                                    |
| 8  | 1333 | 播磨国の赤松則村が反乱し、京の六波羅軍と戦う。                                                        |
| 9  | 1333 | 足利尊氏、鎌倉から上洛。途中で討幕を決意し、六波羅を攻め落とす。                                      |
| 10 | 1333 | 新田義貞が上野国で挙兵。鎌倉を攻め、北条高時死。鎌倉幕府滅亡。                                        |
| 11 | 1333 | 九州の鎮西探題も陥落。 後醍醐帝が帰京。建武の新政。                                                   |
| 12 | 1334 | 公家の政治に武士は不服。護良親王が逮捕され失脚。翌年暗殺。                                            |
| 13 | 1335 | 高時の子北条時行が鎌倉を占領。尊氏が東征し鎌倉を奪還（中先代の乱）。                                  |
| 14 | 1335 | 新田義貞が尊氏追討のため東征（建武の乱はじまる）。尊氏は新田軍と戦いつつ入京。                        |
| 15 | 1336 | 奥州の北畠顕家軍が上洛。尊氏は、新田・北畠・楠連合軍に敗北し、都落ち。                                |
| 16 | 1336 | 尊氏は九州を根拠地に、再び上洛。湊川の戦いで楠正成が戦死。                                            |
| 17 | 1336 | 尊氏入京。北朝の光明天皇が即位。                                                                      |
| 18 | 1336 | 後醍醐帝は吉野へ潜幸し、南北朝分裂。                                                                  |
| 18 | 1337 | 新田軍が守る越前の金ヶ崎城が陥落。                                                                    |
| 19 | 1338 | 北畠顕家が石津の戦いで戦死。尊氏は征夷大将軍となり、室町幕府はじまる。                                |
| 20 | 1338 | 新田義貞、越前国の藤島で、斯波高経と戦い戦死。                                                        |
| 21 | 1339 | 後醍醐帝崩御。後村上天皇が後継即位。                                                                  |
| 22 | 1342 | 脇屋義助（新田義貞の弟）が、伊予国で病死。                                                            |
| 23 | 1342 | 土岐頼遠が、酒に酔って光厳上皇の牛車に矢を射り、斬首。                                                |
| 24 | 1345 | 尊氏、天竜寺を建て、後醍醐帝を供養。                                                                  |
| 25 | 1347 | 楠正成の嫡男楠正行が挙兵。藤井寺と住吉で勝利。                                                        |
| 26 | 1348 | 幕府の執事高師直が、四條畷で楠正行と戦い、正行は戦死。続いて師直は吉野を攻め、後村上帝は逃亡。        |
| 27 | 1349 | 尊氏の弟足利直義と高師直が不和。直義は出家。その政務を尊氏の嫡子足利義詮が後継。                      |
| 28 | 1350 | 直義が京都を脱出、南朝と結んで高師直に対し挙兵（観応の擾乱）。                                        |
| 29 | 1351 | 高師直兄弟は、直義と和睦したが、直義方の上杉能憲に殺される。                                          |
| 30 | 1351 | 尊氏が南朝と和睦し、4ヶ月間の正平一統。直義攻めのために尊氏は関東へ。                                 |
| 30 | 1352 | 直義は鎌倉で急死。尊氏が京不在の間に、北畠顕家の弟北畠顕能と、楠正成の三男楠正儀が、第1回南朝軍入京。 |
| 31 | 1352 | 尊氏は関東で新田軍に勝利（武蔵野合戦）。義詮は京を奪還（八幡の戦い）。                                |
| 32 | 1353 | 楠正儀と直義の元部下山名時氏らが、第2回南朝軍入京。                                                   |
| 32 | 1355 | 尊氏の庶子足利直冬と山名時氏らが、第3回南朝軍入京（神南の戦い）。                                     |
| 32 | 1355 | いずれも翌月には義詮・尊氏軍が京を奪回。                                                              |
| 33 | 1358 | 尊氏、背中の腫れ物により病死。                                                                        |
| 34 | 1358 | 足利義詮、足利家第2代将軍になる。仁木義長を引き継いで細川清氏が執事。                                 |
| 35 | 1360 | 細川清氏と関東管領畠山国清により、仁木義長が失脚。                                                    |
| 36 | 1361 | 細川清氏も失脚。仁木義長と細川清氏は南朝へ下る。畠山国清も失脚し伊豆で謀反。                          |
| 37 | 1361 | 細川清氏と楠正儀が、第4回南朝軍入京。翌月撤退。                                                       |
| 38 | 1362 | 細川清氏は、いとこの細川頼之と戦い讃岐で戦死。畠山国清は修善寺城で降伏。                              |
| 39 | 1363 | 周防・長門の大内弘世、山陰の山名時氏、仁木義長らが幕府に従う。                                        |
| 40 | 1367 | 足利義詮が病死。細川頼之が管領となり、新将軍足利義満を補佐。                                          |

## 受容の諸相

### 影響
『太平記』は中世から物語僧の「太平記読み」によって語られ、初等学問におけるテキストの役割や江戸時代には講談で語られる物語の1つとなる。室町時代には『太平記』に影響され、多くの軍記物語が書かれる。赤穂藩浅野家家臣が吉良義央を討ち果たす赤穂事件が起ると、竹田出雲らにより太平記の「塩冶判官の物語」に仮託されて「仮名手本忠臣蔵」として書かれるなど、説話、浄瑠璃など、日本の近世文学にも強い影響を与えた。
戦国武将にとっては太平記を兵法書の側面から捉え、さまざまな論評を加えた書も生まれた。その集大成が『太平記評判秘伝理尽鈔』となった。江戸期に至るまでの武士にとって不可欠ともいえる兵法書となった。
16世紀、日本でキリスト教のカトリックの布教を行ったイエズス会の宣教師たちは、『平家物語』と共に『太平記』を、日本の歴史や文化、思想、日本語などを学ぶための資料・教材として注目した。そのため、イエズス会が活版印刷で刊行したキリシタン版にも、『太平記』は強い影響を与えた。
例えば、日本の歴史や文化、思想、日本語などの学習ための教材として『太平記抜書』が刊行された。しかし、『太平記抜書』では、神仏に関する記述が、キリスト教の唯一神(デウス)にそぐわないとされ、「神仏」は、当時の日本におけるデウスの同義語であった「天道」に置き換えられている。また、日本語の語彙をポルトガル語で説明した辞書である『日葡辞書』でも、語彙の説明の為の例文の多くが『太平記』から引用されている。
南北朝時代は古代史と並び皇室のルーツに関わる時代であり、逆臣尊氏や忠臣正成などのイメージが定着していたこともあり、「太平記」は小説や映画・TVドラマなどの題材として作品化されることは極めて稀であった。その風潮に対して、吉川英治は戦後、『私本太平記』において足利尊氏をそれまでのイメージと違う新たな解釈を加えて南北朝時代を小説化した。平成3年（1991年）にはこの『私本太平記』を原作に、NHK大河ドラマ『太平記』が放送された。

### 資料的価値
同時代を生きた今川貞世（了俊）は、応永9年（1402年）に著わした『難太平記』において、『太平記』に見られる内容の誤りを指摘している。ただし、それは今川が室町幕府の重鎮であったことと関係するのかもしれない。近世では、徳川光圀は『大日本史』において資料としているが、明治の東京大学教授・久米邦武は資料的価値を否定している。たとえば、元弘2年（1332年）楠木正成の下赤坂城の奪還と再挙兵は、『太平記』では4月3日とされているが、一次史料である『楠木合戦注文』では12月中とされているなど、有名なエピソードについても大幅な錯誤があることに留意する必要がある。また、「太平記」にしか記載がないとされている南朝方の武将・児島高徳の実在性を巡って、これを否定する重野安繹と、より慎重な史料批判を求める川田剛（甕江）との間で論争が起こった。近年の批判としては、足利氏一門の研究をしている谷口雄太は、新田氏とその一族が足利氏の一門・庶流であったのは同時代史料から明白であり、新田氏が足利氏から独立した一門であるとしたのは軍記物である『太平記』のみであったにもかかわらず、足利と新田を同格と見做す史料的には根拠のない『太平記』史観が広まり、新田氏の庶流と称した徳川氏の天下が終わった明治時代以降にアカデミズムを含めて却ってその傾向が強くなったと指摘している。今日では同時代の日記など他の一級資料と内容を比較することで、歴史的資料として研究されている。

### 評価
『平家物語』と比較すると、「一貫性が欠如している」「完成度が未熟」などの批判がある。
宝井其角は「平家なり太平記には月を見ず」と評している。其角は「『月』は豊かな情緒、風雅の象徴であり、『平家物語』にはあるそれらが『太平記』にはない」と両者を比較している。一方で、「平家物語とは異なる文学性に満ちた、軍記文学の新境地を開いた作品」という評価もある。

## 資料
同時代の原典資料には、南朝の正統性を示すために記した北畠親房『神皇正統記』、足利家の事績を書いた『梅松論』や、『源威集』（平凡社東洋文庫）がある。
以下の諸書は『太平記』の名を冠しているものの、古典『太平記』とは成立経緯も内容も直接の関係はない。
- 『前太平記』上下

平安中期から後期にかけての事変や合戦を記す。天和元年（1681年）頃の成立。＜「叢書江戸文庫4, 5」、国書刊行会＞
- 『後太平記』

太平記以後の南北朝時代から室町時代、戦国時代までを書く軍記物語。
- 『前々太平記』

前太平記の前史として著された軍書で、聖武天皇の即位（724年）から、醍醐天皇の治世までを146条にて著述されている。全二十一巻 （平住専安 著、建春山人、橘墩）＜「叢書江戸文庫3」、国書刊行会＞
- 『西国太平記』
- 『続太平記』